# Плотность тока
Пло́тность то́ка — векторная физическая величина, характеризующая плотность потока электрического заряда в рассматриваемой точке. В СИ измеряется в Кл/м2/c или, что то же самое, А/м2.
Если все носители заряда имеют одинаковый заряд {\displaystyle q}, плотность тока вычисляется по формуле
{\displaystyle {\vec {j}}=n\,q\,{\vec {v}}},
где {\displaystyle n} (м−3) — концентрация носителей, а {\displaystyle {\vec {v}}} — средняя скорость их движения. В более сложных случаях производится суммирование по носителям разных сортов.
Плотность тока имеет технический смысл силы электрического тока, протекающего через элемент поверхности единичной площади. При равномерном распределении плотности тока и сонаправленности её с нормалью к поверхности, через которую протекает ток, для величины вектора плотности тока выполняется:
{\displaystyle j=|{\vec {j}}|={\frac {I}{S}}},
где I — сила тока через поперечное сечение проводника площадью S. Иногда говорится о скалярной плотности тока, в таких случаях под ней подразумевается величина {\displaystyle j} в формуле выше.

## Варианты вычисления плотности тока
В простейшем предположении, что все носители тока (заряженные частицы) двигаются с одинаковым вектором скорости {\displaystyle {\vec {v}}} и имеют одинаковые заряды {\displaystyle q} (такое предположение может иногда быть приближенно верным; оно позволяет лучше всего понять физический смысл плотности тока), а концентрация их {\displaystyle n},
{\displaystyle {\vec {j}}=n\,q\,{\vec {v}}=\rho _{q}{\vec {v}},}
где {\displaystyle \rho _{q}} — плотность заряда этих носителей. Направление вектора {\displaystyle {\vec {j}}} соответствует направлению вектора скорости {\displaystyle {\vec {v}}}, с которой движутся заряды, создающие ток, если q положительно. В реальности даже носители одного типа движутся вообще говоря и как правило с различными скоростями. Тогда под {\displaystyle {\vec {v}}} следует понимать среднюю скорость.
В сложных системах (с различными типами носителей заряда, например, в плазме или электролитах)
{\displaystyle {\vec {j}}=\sum _{s}n_{s}q_{s}{\vec {v}}_{s}},
то есть вектор плотности тока есть сумма плотностей тока по всем разновидностям (сортам) подвижных носителей; где {\displaystyle n_{s}} — концентрация частиц, {\displaystyle q_{s}} — заряд частицы, {\displaystyle {\vec {v}}_{s}} — вектор средней скорости частиц {\displaystyle s}-го сорта.
Выражение для общего случая может быть записано также через сумму по всем индивидуальным частицам из некоторого малого объёма {\displaystyle V}, содержащего рассматриваемую точку:
{\displaystyle {\vec {j}}={\frac {1}{V}}\sum _{i}q_{i}{\vec {v}}_{i}}.
Сама формула почти совпадает с формулой, приведенной чуть выше, но теперь индекс суммирования i означает не номер типа частицы, а номер каждой индивидуальной частицы, не важно, имеют они одинаковые заряды или разные, при этом концентрации оказываются уже не нужны.

## Плотность тока и сила тока

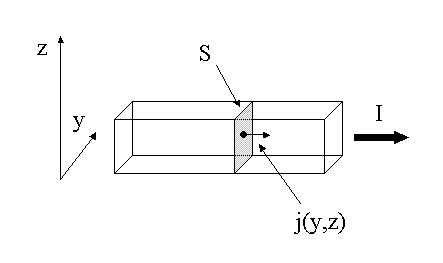
Связь между током и плотностью тока

В общем случае сила тока (полный ток) может быть рассчитана исходя из плотности тока по формуле
{\displaystyle I=\left|\int \limits _{S}({\vec {j}}\cdot d{\vec {S}})\right|=\left|\int \limits _{S}j_{n}\,dS\right|},
где {\displaystyle j_{n}} — нормальная (ортогональная) составляющая вектора плотности тока по отношению к элементу поверхности площадью {\displaystyle dS}; вектор {\displaystyle d{\vec {S}}} — специально вводимый вектор элемента поверхности, ортогональный элементарной площадке и имеющий абсолютную величину, равную её площади, позволяющий записать подынтегральное выражение как обычное скалярное произведение. Обратное нахождение плотности тока по известной силе тока невозможно; в предположении равноплотного токопротекания перпендикулярно площадке будет {\displaystyle j=I/S}.
Сила тока представляет собой поток вектора плотности тока через заданную фиксированную поверхность. Часто в качестве такой поверхности рассматривается поперечное сечение проводника.
Величиной плотности тока обычно оперируют при решении физических задач, в которых анализируется движение заряженных носителей (электронов, ионов, дырок и других). Напротив, использование силы тока удобнее в задачах электротехники, особенно когда рассматриваются электрические цепи с сосредоточенными элементами.

## Плотность тока и законы электродинамики
Величина плотности тока фигурирует в ряде важнейших формул классической электродинамики, некоторые из них представлены ниже.

### Уравнения Максвелла
Плотность тока в явном виде входит в одно из четырёх уравнений Максвелла, а именно в уравнение для ротора напряжённости магнитного поля
{\displaystyle \nabla \times {\vec {H}}={\vec {j}}+{\frac {\partial {\vec {D}}}{\partial t}}},
физическое содержание которого в том, что вихревое магнитное поле порождается электрическим током, а также изменением электрической индукции {\displaystyle {\vec {D}}}; значок {\displaystyle \partial } обозначает частную производную (по времени {\displaystyle t}). Это уравнение приведено здесь в системе СИ.

### Уравнение непрерывности
Уравнение непрерывности выводится из уравнений Максвелла и утверждает, что дивергенция плотности тока равна изменению плотности заряда со знаком минус, то есть
{\displaystyle \nabla \cdot {\vec {j}}+{\partial \rho _{q} \over \partial t}=0}.

### Закон Ома в дифференциальной форме
В линейной и изотропной проводящей среде плотность тока связана с напряжённостью электрического поля в данной точке по закону Ома (в дифференциальной форме):
{\displaystyle {\vec {j}}=\sigma {\vec {E}}},
где {\displaystyle \sigma \ } — удельная проводимость среды, {\displaystyle {\vec {E}}} — напряжённость электрического поля. Или:
{\displaystyle {\vec {j}}={\frac {1}{\rho }}\,{\vec {E}}},
где {\displaystyle \rho \ } — удельное сопротивление.
В линейной анизотропной среде имеет место такое же соотношение, однако удельная электропроводность {\displaystyle \sigma } в этом случае, вообще говоря, должна рассматриваться как тензор, а умножение на неё — как умножение вектора на матрицу.

### Плотность тока и мощность
Работа, совершаемая электрическим полем над носителями тока, характеризуется плотностью мощности [энергия/(время•объем)]:
{\displaystyle w={\vec {E}}\cdot {\vec {j}}},
где точкой обозначено скалярное произведение.
Чаще всего эта мощность рассеивается в среду в виде тепла, но вообще говоря она связана с полной работой электрического поля и часть её может переходить в другие виды энергии, например такие, как энергия того или иного вида излучения, механическая работа (особенно — в электродвигателях) и т. д.
С использованием закона Ома формула для изотропной среды переписывается как
{\displaystyle w=\sigma E^{2}={\frac {j^{2}}{\sigma }}\equiv \rho j^{2}},
где {\displaystyle \sigma } и {\displaystyle \rho } — скаляры. Для анизотропного случая будет
{\displaystyle w={\vec {E}}\sigma {\vec {E}}={\vec {j}}\rho {\vec {j}}},
где подразумевается матричное умножение (справа налево) вектора-столбца на матрицу и на вектор-строку, а тензор {\displaystyle \sigma } и тензор {\displaystyle \rho } порождают соответствующие квадратичные формы.

## 4-вектор плотности тока
В теории относительности вводится четырёхвектор плотности тока (4-ток), составленный из объёмной плотности заряда {\displaystyle \rho _{q}} и 3-вектора плотности тока {\displaystyle {\vec {j}}:}
{\displaystyle J^{\mu }=(c\rho _{q},{\vec {j}}),}
где {\displaystyle c} — скорость света.
4-ток является прямым и естественным обобщением понятия плотности тока на четырёхмерный пространственно-временной формализм и позволяет, в частности, записывать уравнения электродинамики в ковариантном виде.